# William Whiteley (4e baron Marchamley)
William Francis Whiteley, 4e baron Marchamley (né le 27 juillet 1968) est un pair britannique.

## Biographie
Il est le fils de John Whiteley et de Sonia Pedrick.
Il devient baron Marchamley le 26 mai 1994. Il siège à la Chambre des lords du 26 mai 1994 au 11 novembre 1999. Il est recensé comme n'ayant jamais participé aux débats à la chambre. Il siège avec les Non-affilié et est exclu en vertu de la House of Lords Act 1999.
Il est marié et est père d'au moins un enfant du nom de Leon Whiteley né en 2004 étant son hériter.